# Battersea Bridge

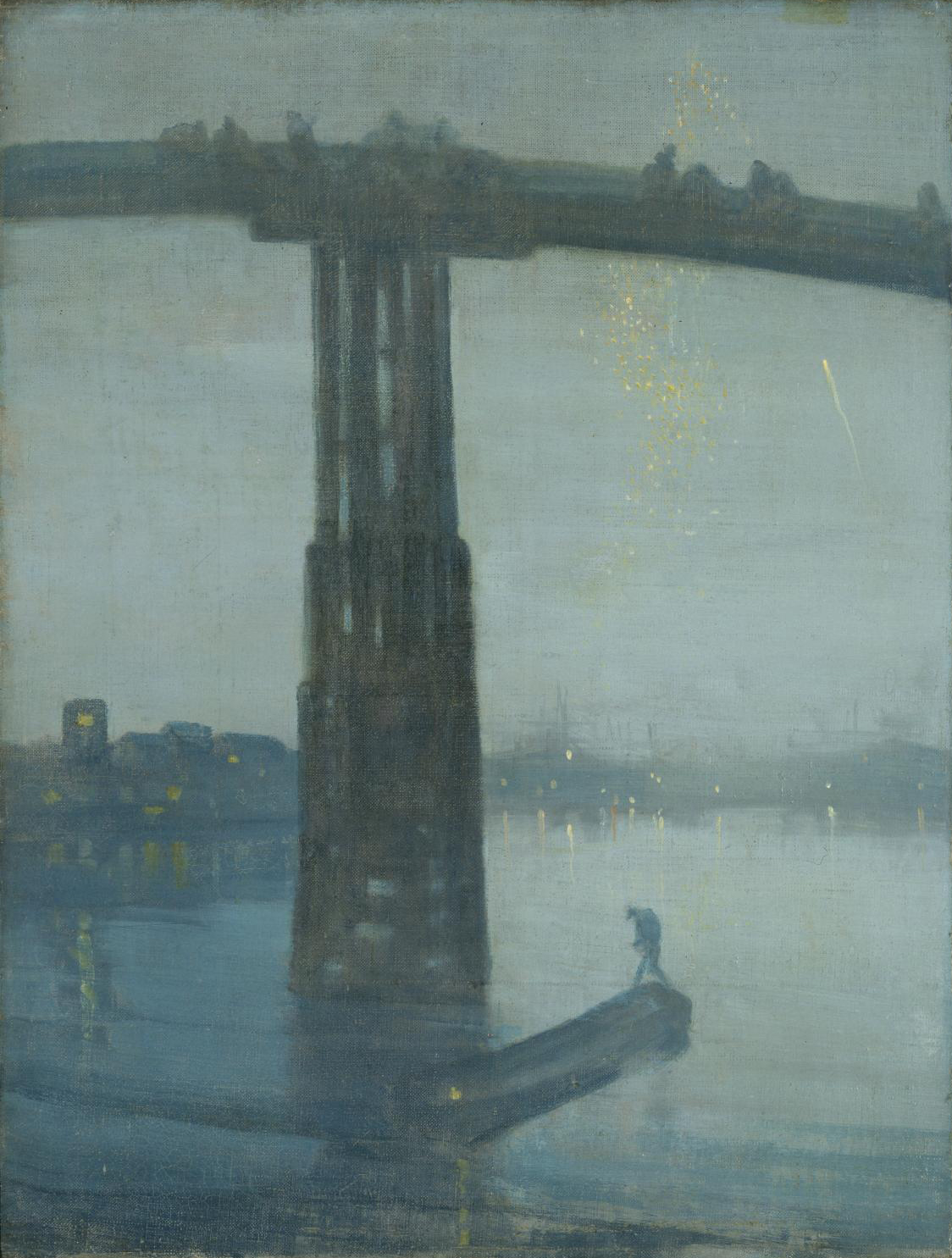
Obraz Jamese Whistlera: Nokturno v modré a zlaté: Starý most v Battersea

Battersea Bridge je most v Londýně přes řeku Temži. Jedná se o konzolový most z litiny a žuly, který spojuje čtvrť Chelsea (v obvodě Kensington a Chelsea) severně od řeky s oblastí Battersea (v obvodě Wandsworth) na jih od řeky.
Zhruba v místě dnešního mostu fungoval od polovina šestnáctého století přívoz, který byl posléze v roce 1771 nahrazen dřevěným mostem s výběrem mýtného. Původně sice byl plánován most kamenný, ale na ten se nepodařilo sehnat dost prostředků. Dřevěný most byl mizerně navržen a zpočátku na něj mohli pouze pěší, povozy na něj byly vpuštěny až o rok později. Byl ovšem nebezpečný jak pro své uživatele, tak pro lodě, proto byly posléze dva pilíře odstraněny a patřičné části mostu zpevněny železem. Takto vyspravený most pak vydržel ze všech londýnských dřevěných mostů nejdéle a byl proto často cílem malířů, mimo jiné Williama Turnera a
Jamese Whistlera.
V roce 1879 se starý most stal veřejným majetkem a v roce 1885 byl zbořen a nahrazen současným, který navrhl Joseph Bazalgette a postavila firma John Mowlem & Co. Z dnešních londýnských mostů se jedná o nejužší a jeden z nejméně frekventovaných mostů přes Temži, vede přes něj silnice A3220. Vzhledem ke své poloze v ohybu řeky je most i dnes pro lodě nepříjemný a mnohokrát do něj již nějaká narazila.